# Iglesia de San Sebastián (Venecia)
La iglesia de San Sebastián (en italiano, Chiesa di San Sebastiano) es un edificio religioso que pertenece a la diócesis del Patriarcado de Venecia; se encuentra en el sestiere de Dorsoduro. La construcción comenzó en 1506, acabándose en 1548; fue consagrada en el año 1562 y pertenece al estilo renacentista.

## Historia

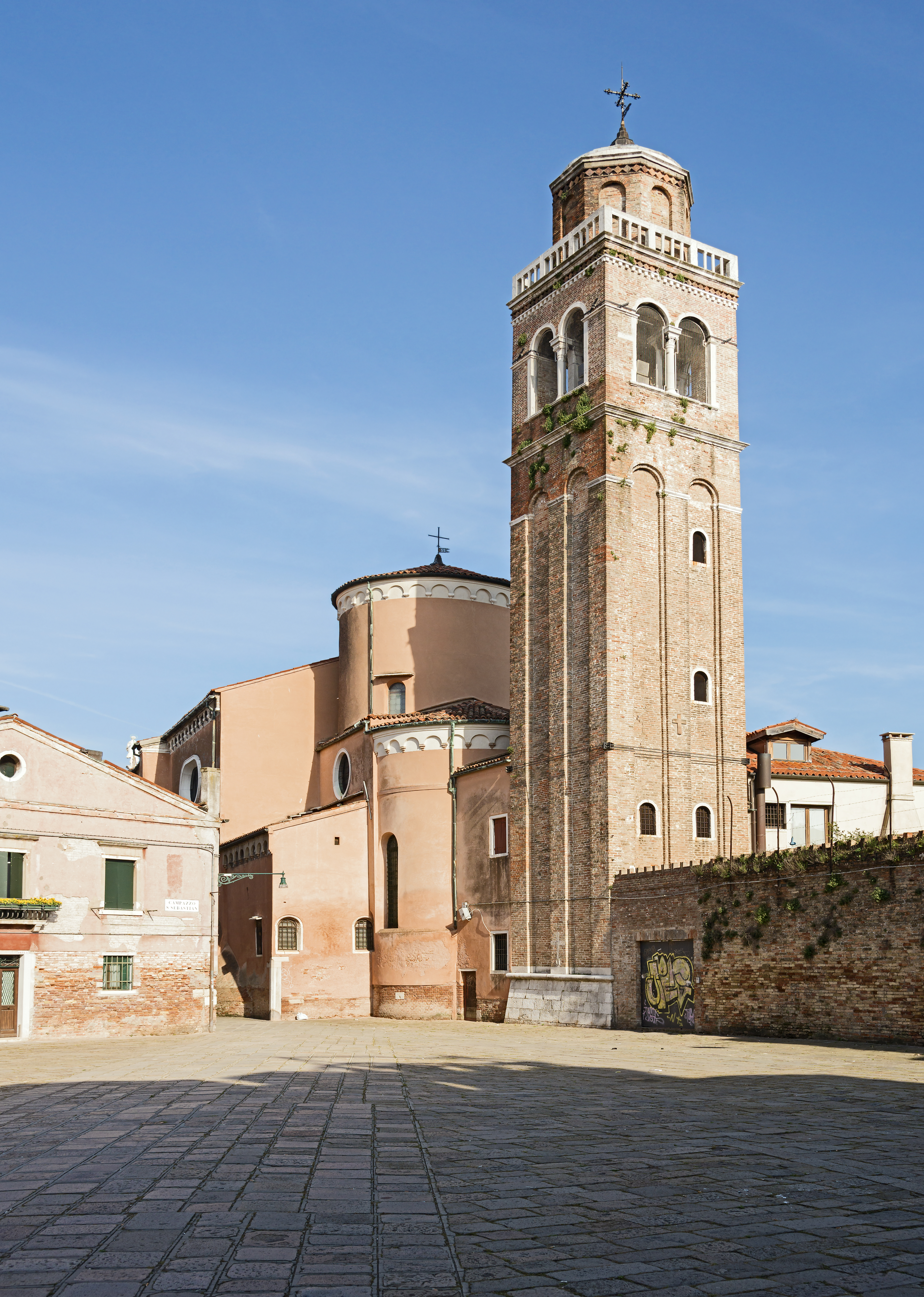
Campanario y ábside.

Sobre el lugar donde se alza actualmente la iglesia había anteriormente un hospicio fundado por los hermanos de la Congregación de san Jerónimo en torno al 1393. Tres años más tarde junto al hospicio se fundó también el oratorio de «Santa María llena de gracia y justicia» que en el año 1455 se amplió y en el 1468 se transformó en una iglesia dedicada a San Sebastián mártir. 
La iglesia actual fue iniciada en 1506 sobre proyecto de Antonio Abbondi, llamado el Scarpagnino, y fue terminada en 1548 consagrándose finalmente en 1562. El proyecto es sobrio en lo esencial, sea por respeto a las exigencias espirituales de los comitentes, cuya regla monástica preveía un estilo de vida severo y modesto, sea por los reducidos recursos financieros puestos a disposición de la obra.

## Descripción

### Exterior
La fachada es de un sobrio estilo neoclásico, dividida horizontalmente por una cornisa y rematada por un frontón triangular coronado por estatuas de tres santos, siendo el del centro San Sebastián. sobre la puerta central, y enmarcado por dos ventanas con arco de medio punto, hay un rosetón circular.

### Interior
El interior es un ejemplo típico de iglesia renacentista de una sola nave, con presbiterio cuadrado rematado en ábside semicircular, cubierto por cúpula y flanqueado por dos capillas. 
La iglesia presenta un bellísimo ciclo de frescos del Paolo Veronese,  que decoró el techo de la sacristía, la nave central, el friso, la parte oriental del coro, el altar mayor, las puertas de los paneles del órgano y el presbiterio.  Entre ellas destacan las tres pinturas del techo de la nave con Escenas de la vida de Ester. El propio artista se encuentra sepultado en la iglesia, junto al órgano.

El retablo del altar está dedicado al santo, protector contra la peste.
|                       |
| Asunción de la Virgen |

|                         |
| El triunfo de Mardoqueo |

|                     |
| El repudio de Vasti |

|                              |
| El martirio de San Sebastián |

|                                               |
| Los arqueros listos para atacar San Sebastián |

|                    |
| Anunciación (1558) |

|                     |
| Coronación de Ester |

|                           |
| Presentación en el Templo |

|                                  |
| Milagro en la Piscina de Betesda |

|                    |
| Órgano con paneles |

|                         |
| Coronación de la Virgen |

|       |
| Techo |

|           |
| San Mateo |

|            |
| San Marcos |

|           |
| San Lucas |

|                      |
| San Juan Evangelista |